# Helene Sommer
Helene Sommer (*  2. September 1893 in Bremen; † 9. Dezember 1988 in Bremen-Schwachhausen) war eine deutsche Politikerin (CDU) und Mitglied der Bremischen Bürgerschaft.

## Biografie

### Familie, Ehrenamt
Sommer war die Tochter von Carl Erling, Besitzer der Rolandmühle und anderer Mühlen, und von Josepha Erling aus Haselünne aus der Familie der Kornbrennerei Berentzen. Die Mutter war 1910 Mitgründerin der Bremer Ortsgruppe des Katholischen Fürsorgevereins für Mädchen, Frauen und Kinder, in der auch die Tochter später Mitglied wurde.
Sommer absolvierte das Lyzeum und die Frauenschule des Frauen-Erwerbs- und Ausbildungsvereins.
Sie heiratete den Juristen Dr. Joseph Sommer; das Paar bekam eine Tochter.
Die Familie trug 1928 erheblich zum Erwerb eines Wohnheimes des katholischen Fürsorgevereins bei, das in der Kohlhökerstr. 22 für gefährdete Mädchen errichtet wurde. Der Verein hatte bereits 1922 ein Übergangsheim für aus der Haft entlassene Mädchen eingerichtet. Sommer war als Nachfolgerin von Annemarie Hinsch (1926 bis 1932) von 1932 bis 1951 Vorsitzende des Vereins mit damals 1175 betreuten Menschen (ab 1968 umbenannt in Sozialdienst katholischer Frauen); ihr folgte  Grete Erling (1951 bis 1962). 1933 hatte der Verein erhebliche Schwierigkeiten mit den Nazis. Sommer widersetzte sich der Verlegung von behinderten Menschen. Da sie Juden half, wurde sie mehrfach von der Gestapo in Bremen verhört und gerügt.

### Politik
Sommer wurde 1946 Mitglied der CDU und war dort im Frauenausschuss aktiv. Ab 1952 war sie Mitglied im Vorstand der CDU Bremen.
Von 1947 bis 1951 und von 1955 bis 1959 war sie acht Jahre lang Mitglied der Bremischen Bürgerschaft und wirkte in verschiedenen Deputationen der Bürgerschaft. Schwerpunkt ihrer parlamentarischen Arbeit war der sozialpolitische Bereich.

## Ehrungen
- Päpstliches Ehrenkreuz Pro Ecclesia et Pontifice (1960)